# 小松史法
小松 史法（こまつ ふみのり、1978年7月23日 - ）は、日本の男性声優。フリー。東京都出身。元妻は小松美智子。

## 来歴
元々は野球選手を目指していたが、大学2年のときに足の怪我のために挫折。その後は着物屋に勤めていたが、大学卒業後にカラオケ屋でアルバイトしている際に舞台を観に行って役者に興味を持ち、わずか4ヶ月で着物屋を退職、そして友人に薦められて役者への道を進むことになった。
パフォーミング・アート・センター出身。以前はオフィスPAC、アクロス エンタテインメント（-2016年12月）に所属していた。

## 人物
声種はテノール。
外国映画、ドラマの吹き替えを中心に活躍。
趣味・特技はスポーツ観戦、草野球、競馬、地図、ゴルフ、ボルタリング、山歩き。
吹き替えではシャイア・ラブーフをはじめ、アーロン・テイラー＝ジョンソン、オスカー・アイザック、ケイシー・アフレック、チャニング・テイタム、ジョエル・キナマンなどを持ち役としている。

## 出演
太字はメイン。

### テレビアニメ
2006年
- すもももももも 地上最強のヨメ（高尾、ヤクザC、黒服D）

2007年
- 古代王者 恐竜キング Dキッズ・アドベンチャー（警備員B）
- 流星のロックマン（アナウンサーB）

2008年
- うちの3姉妹（フーのバレエの先生）
- カオス;ヘッド -CHAOS;HEAD-（鷹木）
- 機動戦士ガンダム00（連邦兵士）
- ゴルゴ13（ファルカンの手下）
- ドルアーガの塔 〜the Aegis of URUK〜（トゥゲ）
- 魔人探偵脳噛ネウロ（秘書官、サラリーマン、少年）
- ワールド・デストラクション 〜世界撲滅の六人〜（救済委員会）

2009年
- 狼と香辛料II（商人A）
- キディ・ガーランド（敵C〈老人C〉）
- こばと。
- 07-GHOST（理事会員、隊長、士官候補生、フランク、受験生、司教A、オギ少将、ワード）
- テイルズ オブ ジ アビス（少年ヴァン）
- NEEDLESS（アダム・アークライト〈過去〉、カフカ、研究員A、ウツマ、ロバート、整備員、悟、西村）
- はじめの一歩 New Challenger
- 花咲ける青少年（不良リーダー、ピエール、フランク）
- RIDEBACK -ライドバック-（デモ隊、GGP兵）

2010年
- 鋼の錬金術師 FULLMETAL ALCHEMIST（隊長）

2011年
- ダンボール戦機（2011年 - 2013年、山野淳一郎 / マスクドJ、ジョン・ハワード、男性アナウンサー、主審 他） - 3シリーズ

2012年
- たまごっち!（侍医っち）
- バトルスピリッツ ソードアイズ（スティンガー）
- ヨルムンガンド PERFECT ORDER（プレイム）

2013年
- 義風堂々!! 兼続と慶次（太郎兵衛）
- キングダム（楚水、雷土）
- THE UNLIMITED 兵部京介（志賀タダシ）
- 青伝遊承 Numer0nSaga（イオの父）

2014年
- ジョジョの奇妙な冒険 シリーズ（2014年 - 2019年、ジャン・ピエール・ポルナレフ / 謎の男 / 亀〈ジャン・ピエール・ポルナレフ〉） - 3シリーズ
- テラフォーマーズ（男性秘書）
- ベイビーステップ（岩佐のコーチ）
- 魔法少女大戦（早見蒼太）
- ヤマノススメ シリーズ（2014年 - 2022年、雪村誠、山小屋の人、登山客B） - 2シリーズ

2015年
- アイドルマスター シンデレラガールズ（今西部長）
- ルパン三世 PART IV（マウロ・ブロッツィ）

2016年
- うたわれるもの 偽りの仮面（グンドゥルア）
- クロムクロ（貴堂一佐）
- 機動戦士ガンダムUC RE:0096（トムラ）
- コンクリート・レボルティオ〜超人幻想〜THE LAST SONG（映画の人吉孫竹役）
- アイカツスターズ!（虹野大）
- ALL OUT!!（松尾年乃助）

2017年
- 18if（エヘイエ）
- UQ HOLDER! 〜魔法先生ネギま!2〜（橘）
- 名探偵コナン（2017年 - 2024年、大積明輔、小谷芯、薪島中哉、小宝粘二）

2018年
- ルパン三世 PART5（ブルーノ）
- 夢王国と眠れる100人の王子様（ラハタ）

2019年
- どろろ（弥二郎）
- 真・中華一番!（2019年 - 2021年、クロウ、スンフー、ホウ、タンリィ 他） - 2シリーズ

2020年
- GREAT PRETENDER（サム・イブラヒム）
- 体操ザムライ（解説）
- 憂国のモリアーティ（2020年 - 2021年、ジョージ・レストレード） - 2シリーズ

2021年
- 妖怪学園Y 〜Nとの遭遇〜（山野博士）
- トロピカル〜ジュ!プリキュア（2021年 - 2022年、バトラー）

2023年
- ヴィンランド・サガ（蛇）
- SYNDUALITY Noir（2023年 - 2024年、ムートン） - 2シリーズ
- AIの遺電子（城崎）
- SPY×FAMILY（刀使い）

2024年
- Lv2からチートだった元勇者候補のまったり異世界ライフ（スレイプ）
- 逃げ上手の若君（後醍醐天皇）

2025年
- チ。-地球の運動について-（レヴァンドロフスキ）
- 光が死んだ夏（辻中俊紀）

### 劇場アニメ
- 劇場版 機動戦士ガンダム00 -A wakening of the Trailblazer-（2010年、補佐官[22]）
- ジュノー（2010年、司[23]）
- 劇場版イナズマイレブンGO vs ダンボール戦機W（2012年、山野淳一郎）
- KINGSGLAIVE FINAL FANTASY XV（2016年、トレッド・フュリア[24]）
- 映画 聲の形（2016年、竹内先生）
- ヴァージン・パンク Clockwork Girl（2025年、レポーター）[25]）

### OVA
- うる星やつら ザ・障害物水泳大会（2010年、生徒）
- 機動戦士ガンダムUC（2011年、トムラ）
- 機動戦士ガンダム THE ORIGIN（2016年 - 2018年、管制官、アナウンサー、ウィリアム・ケンプ） - 2019年に再編集作品『THE ORIGIN 前夜 赤い彗星』テレビ放送

### Webアニメ
- しんでゅありてぃ科学講座（2023年、ムートン）
- 転生したらスライムだった件 コリウスの夢（2023年、バラク[26]）
- ライジングインパクト（2024年、ビルフォード・クーパー） - 2シリーズ[一覧 7]
- T・Pぼん（2024年、ル・ナンナ）

### ゲーム
2008年
- イナズマイレブン（安井、幽谷博之）

2012年
- GRAVITY DAZE/重力的眩暈:上層への帰還において彼女の内宇宙に生じた摂動（カジ、ニュート）

2013年
- アサシン クリード IV ブラック フラッグ（アドウェール）
- TIGER & BUNNY 〜HERO'S DAY〜（ブラッドレッド）

2014年
- アサシン クリード ローグ（アドウェール）
- ジョジョの奇妙な冒険 スターダストシューターズ（ジャン・ピエール・ポルナレフ）
- バイオハザード HDリマスター（ジョセフ・フロスト）
- スーパーロボット大戦OGサーガ 魔装機神F COFFIN OF THE END（ティール・カーヴェイ）

2015年
- 喧嘩番長6 〜ソウル&ブラッド〜（前田鉄）
- ジョジョの奇妙な冒険 アイズオブヘブン（ジャン・ピエール・ポルナレフ）
- 白猫プロジェクト（リスリー・ザ・スクイレル）

2016年
- アイドルマスター シンデレラガールズ スターライトステージ（今西部長）
- League of Legends（シェン、シャコ、マルザハール、ヴァルス）
- クイズRPG 魔法使いと黒猫のウィズ（エッジワース＝ゼラード）
- リゾートへようこそ 〜総支配人は恋をする〜（セオドア・シャラマン）
- レゴ スター・ウォーズ/フォースの覚醒（ポー・ダメロン）

2017年
- GRAVITY DAZE 2/重力的眩暈完結編:上層への帰還の果て、彼女の内宇宙に収斂した選択（カジ、ニュート）
- ガンダムバーサス（トラヴィス・カークランド）
- キャプテン翼 ～たたかえドリームチーム～（ドゥーゴ）

2018年
- ネギマテ UQ HOLDER! 〜魔法先生ネギま！２〜（橘先生）
- うたわれるもの斬（グンドゥルア）

2019年
- バイオハザード RE:2（マービン・ブラナー）
- ジョジョの奇妙な冒険 ラストサバイバー（ジャン・ピエール・ポルナレフ）

2020年
- ジョジョのピタパタポップ（ジャン・ピエール・ポルナレフ）
- バイオハザード RE:3（マービン・ブラナー）

2021年
- 真・女神転生V（ヴァスキ）

2022年
- レゴ スター・ウォーズ：スカイウォーカー・サーガ（ポー・ダメロン）
- ジョジョの奇妙な冒険 オールスターバトルR（ジャン＝ピエール・ポルナレフ）
- タクティクスオウガ リボーン（マルティム・ノウマス）
- パズル&ドラゴンズ（ジャン・ピエール・ポルナレフ）

2023年
- モンスターストライク（2023年 - 2025年、ジャン・ピエール・ポルナレフ）
- アーマード・コアVI ファイアーズオブルビコン（G2 ナイル）

2024年
- ガーディアンテイルズ（千慮）
- 真・女神転生V Vengeance（ヴァスキ）

### 吹き替え

#### 担当俳優
アーロン・テイラー＝ジョンソン
- GODZILLA ゴジラ（2014年、フォード・ブロディ）
- アベンジャーズ/エイジ・オブ・ウルトロン（2015年、ピエトロ・マキシモフ / クイックシルバー）
- ザ・ウォール（2018年、アレン・アイザック）
- アウトロー・キング スコットランドの英雄（2018年、ジェームズ・ダグラス卿）
- TENET テネット（2021年、アイブス）
- ノスフェラトゥ（2025年、フリードリヒ・ハーディング）

アンドリュー・ガーフィールド
- ソーシャル・ネットワーク（2011年、エドゥアルド・サベリン）
- アンダー・ザ・シルバーレイク（2019年、サム）

オスカー・アイザック
- スター・ウォーズシリーズ（2015年 - 2019年、ポー・ダメロン） 
  - スター・ウォーズ/フォースの覚醒 （2015年）
  - スター・ウォーズ/最後のジェダイ （2017年）
  - スター・ウォーズ/スカイウォーカーの夜明け（2019年）

- アナイアレイション -全滅領域-（2018年、ケイン）
- オペレーション・フィナーレ（2018年、ピーター・マルキン）
- トリプル・フロンティア（2019年、サンティアゴ・“ポープ”・ガルシア）

ガオ・フー
- 神鵰侠侶（2007年、クドゥ）
- 雪山飛狐（2008年、平阿四）
- 碧血剣（2008年、崇禎帝）

キット・ハリントン
- ポンペイ（2014年、マイロ）
- ヒックとドラゴン（2015年 - 2019年、エレット）
  - ヒックとドラゴン2
  - ヒックとドラゴン 聖地への冒険

ケイシー・アフレック
- パラノーマン ブライス・ホローの謎（2013年、ミッチ・ドーン）
- セインツ -約束の果て-（2014年、ボブ・マルドゥーン）
- ファーナス/訣別の朝（2015年、ロドニー・ベイズ・Jr.）
- トリプル9 裏切りのコード（2016年、クリス・アレン）

シャイア・ラブーフ
- トランスフォーマーシリーズ（2007年 - 2011年、サム・ウィトウィッキー） 
  - トランスフォーマー（2007年）
  - トランスフォーマー/リベンジ（2009年）
  - トランスフォーマー/ダークサイド・ムーン （2011年）

- 欲望のバージニア（2013年、ジャック・ボンデュラント）
- フューリー（2015年、ボイド・“バイブル”・スワン）
- マン・ダウン 戦士の約束（2017年、ガブリエル・ドラマー）
- ザ・ピーナッツバター・ファルコン（2020年、タイラー）
- L.A.スクワッド（2021年、クリーパー）
- アメリカン・ハニー（不明、ジェイク）

シャイロ・フェルナンデス
- 赤ずきん（2011年、ピーター）
- リベンジ・トラップ/美しすぎる罠（2015年、ウィリアム・フィン）
- WE ARE YOUR FRIENDS ウィー・アー・ユア・フレンズ（2017年、オーリー）

チャニング・テイタム
- G.I.ジョーシリーズ（2009年 - 2013年、デューク）
  - G.I.ジョー（2009年）
  - G.I.ジョー バック2リベンジ （2013年）

- フリー・ガイ（2021年、リベンジャミン・バトンズ）
- ブレット・トレイン（2022年、新幹線の乗客）
- フライ・ミー・トゥ・ザ・ムーン（2024年、コール・デイヴィス）

ヘンリー・ゴールディング
- クレイジー・リッチ!（2019年、ニック・ヤン）
- ラスト・クリスマス（2020年、トム）
- 説得（2022年、ミスター・ウィリアム・エリオット）
- アサシン・クラブ（2023年、モーガン・ゲインズ）

ヨエル・キナマン
- THE KILLING 〜闇に眠る美少女（2011年 - 2014年、スティーブン・ホールダー）
- デンジャラス・ラン（2018年、ケラー）※BSジャパン版
- ハンナ 〜殺人兵器になった少女〜（2019年、エリック・ヘラー）

ライアン・グスマン
- ジェム&ホログラムス（2017年、リオ）
- ステップ・アップシリーズ（2013年 - 2014年、ショーン）
  - ステップ・アップ4:レボリューション （2013年）

- ステップ・アップ5:アルティメット（2014年）

リアム・ヘムズワース
- 11ミリオン・ジョブ（2014年、クリス・ポタミティス）
- パワー・ゲーム（2016年、アダム・キャシディ）
- ロマンティックじゃない?（2019年、ブレイク）
- ポーカーフェイス 裏切りのカード（2024年、マイケル）

#### 映画
- アースフォール（ヴィンス〈アンドリュー・エルヴィス・ミラー〉）
- アーマード 武装地帯（ドブス〈スキート・ウールリッチ〉）
- アイ・アム・ナンバー4
- 愛と青春の旅だち（シド・ウォーリー〈デヴィッド・キース〉）※VOD版
- アイリッシュ・ウィッシュ（ジェームズ〈エド・スペリーアス〉）
- 悪魔のいけにえ（カーク〈ウィリアム・ヴェイル〉）※BD版
- アポカリプス 〜黙示録〜（イオン）
- アメリカン・パイ in ハレンチ教科書（ロブ〈バグ・ホール〉）
- ある日モテ期がやってきた（ジャック〈マイク・ヴォーゲル〉）
- アンダードッグス（チップ・コリンズ〈アンドリュー・シュルツ〉）
- イーグル・アイ（スコット・ボウマン少佐〈アンソニー・マッキー〉）
- YES/NO イエス・ノー（マーク〈ガブリエル・マイヤーズ〉）
- イルマーレ
- イングリッド -ネットストーカーの女-（ダン〈オシェア・ジャクソン・Jr〉）
- インクレディブル・ハルク（医療技術者）
- インスタント・ファミリー 〜本当の家族見つけました〜（ピート〈マーク・ウォールバーグ〉）
- インターステラー（ドイル〈ウェス・ベントリー〉）
- インディ・ジョーンズ/クリスタル・スカルの王国（ロードスターの若者〈T・ライアン・ムーニー〉）※劇場公開版、日本テレビ版
- インビジブル・ターゲット（ワイ巡査〈ジェイシー・チャン〉）
- ヴァーチャル・ウォー（ライモンズ〈レニャールズ・ヴァイヴァーズ〉[50]）
- ウェス・クレイヴンズ ザ・リッパー（ブランドン〈ニック・ラシャウェイ〉）
- ウォー・マシーン: 戦争は話術だ!（マット・リトル〈トファー・グレイス〉）
- ウォーム・ボディーズ（ペリー・ケルヴィン〈デイヴ・フランコ〉）
- 海の上のピアニスト（マックス〈プルイット・テイラー・ヴィンス〉[51]）※BD版
- 裏切りの獣たち（チリ〈スドゥモ・ムチャーリ〉）
- 80デイズ（白眉道人〈ダニエル・ウー〉）※テレビ東京版
- エクストラクション（ハリー・ターナー〈ケラン・ラッツ〉）
- エクスペンダブルズ3 ワールドミッション（ソーン〈グレン・パウエル〉[52]）
- エディ・マーフィの劇的1週間（プラット氏〈ジェームズ・パトリック・スチュアート〉、フランクリンの同僚）
- オールド（ガイ〈ガエル・ガルシア・ベルナル〉[53]）
- 王の願い ハングルの始まり（シンミ和尚〈パク・ヘイル〉[54]）
- オンリー・ザ・ブレイブ（ジェシー・スティード〈ジェームズ・バッジ・デール〉）
- ガスパールとの24時間（ガスパール〈レザ・ラハディアン〉）
- 風と共に去りぬ ※PDDVD版
- キミとボクの距離（サラの兄〈コリン・エッグレスフィールド〉）
- キャプテン・フィリップス（ノール・ナジェ〈ファイサル・アメッド〉[55]）
- キングコング:髑髏島の巨神（ジャック・チャップマン〈トビー・ケベル〉[56]）
- クラークス（ダンテ・ヒックス〈ブライアン・オハローラン〉）
- クライムダウン（エド〈エド・スペリーアス〉）
- クライモリ デッド・ホテル（ダニー〈アンソニー・イロット〉）
- クリープ2（アーロン〈マーク・デュプラス〉）
- クリスマスドロップ作戦 ～南の島に降る奇跡～（アンドリュー〈アレクサンダー・ルドウィグ〉）
- クローバーフィールド・パラドックス（マイケル・ハミルトン〈ロジャー・デイヴィス〉）
- グローリー・ロード（ボビー・ジョー〈デレク・ルーク〉）
- グンダラ ライズ・オブ・ヒーロー（ペンコール〈ブロント・パラレー〉[57]）
- GAMER（サイモン・シルバートン〈ローガン・ラーマン〉）
- 激戦 ハート・オブ・ファイト（スーチー〈エディ・ポン〉）
- 喧嘩 -ヴィーナス VS 僕-（インチョル）
- 剣客（テユル〈チャン・ヒョク〉[58]）
- ゴージャス
- ゴーステッド Ghosted（レヴェック〈エイドリアン・ブロディ〉）
- ザ・アビス 首都沈没（トーマス）
- サウンド・オブ・メタル -聞こえるということ-（ルーベン・ストーン〈リズ・アーメッド〉）
- ザ・キングダム 伝説の騎士と魔法の王国（アーサー〈リチャード・ショート〉）
- 作戦 The Scam（チョ・ミニョン次長）
- サスペクト -薄氷の狂気-（マーシャル〈ヘンリー・カヴィル〉）
- 殺人魚獣 ヘビッシュ（イアン）
- ザ・ヘラクレス（ヘラクレス / アルケイデス〈ケラン・ラッツ〉）
- 30日の婚活トラベル（ウィリアム〈デレク・ルーク〉）
- 16ブロック ※ソフト版
- シャーク・ナイト（ニック〈ダスティン・ミリガン〉）
- シャーペイのファビュラス・アドベンチャー（ギル〈アレック・マパ〉）
- ジャンパー ※テレビ朝日版
- ジュラシック・クロコダイル 怒りのデス・アイランド（サム〈ティム・ロゾン〉）
- 人生の特等席（ジョニー・フラナガン〈ジャスティン・ティンバーレイク〉）
- スペース・バディーズ 小さな5匹の大冒険
- スラムドッグ$ミリオネア（ジャマール・マリク〈デーヴ・パテール〉）
- 300 〈スリーハンドレッド〉
- 聖闘士星矢 The Beginning（カシオス〈ニック・スタール〉[59]）
- ソロリティΦフォーエバー（ブレイク）
- ダーク・ブラッド（ボーイ〈リヴァー・フェニックス〉）
- ターミネーター:ニュー・フェイト（REV-9〈ガブリエル・ルナ〉[60]）
- TIME/タイム（ヘンリー・ハミルトン〈マット・ボマー〉[61]）※劇場公開版
- 抱きたいカンケイ（アダム・カーツマン〈アシュトン・カッチャー〉）
- 007 慰めの報酬 ※ソフト版
- ダンス・レボリューション ザ・ニュースタイル（エリック・ワイルドウッド〈ケニー・ウォーマルド〉）
- 沈黙の逆襲（トレヴァー・ジョンソン）
- 沈黙の脱獄
- ツォツィ（ボストン）
- ディープ・ブルー3（リチャード・ローウェル〈ナサニエル・ブゾリック〉[62]）
- ティル・デス（マーク〈オーウェン・マッケン〉）
- デス・ルーム（ビンセント）
- デス・レース2（カール・ルーカス / フランケンシュタイン〈ルーク・ゴス〉）
- デス・レース3 インフェルノ（カール・ルーカス / フランケンシュタイン〈ルーク・ゴス〉）
- デビルズ・バースデイ（ザック･マッコール〈ザック・ギルフォード〉）
- トランス（ドミニク）
- トランスフォーマー/ビースト覚醒（リーク〈トベ・ンウィーグウェ〉[63]）
- トランスポーター3 アンリミテッド
- トロピック・サンダー/史上最低の作戦（アルパ・チノ〈ブランドン・T・ジャクソン〉）
- 9デイズ（タクシー運転手）※フジテレビ版
- ニード・フォー・スピード（フィン〈ラミ・マレック〉）
- ニューイヤーズ・イブ（ポール〈ザック・エフロン〉）
- ネイキッド・ソルジャー 亜州大捜査線（サム〈アンディ・オン〉）
- NO ONE LIVES ノー・ワン・リヴズ（フリン〈デレク・マジャール〉）
- パークランド ケネディ暗殺、真実の4日間（チャールズ・“ジム”・キャリコ医師〈ザック・エフロン〉）
- バスターのバラード（カウボーイ〈ジェームズ・フランコ〉）
- パッセンジャー（ジム・プレストン〈クリス・プラット〉[64]）
- パニック・マーケット3D（ジョシュ〈ゼイヴィア・サミュエル〉）
- パラノーマル・アクティビティ3（デニス〈クリストファー・ニコラス・スミス〉）
- ハリー・ポッターシリーズ（コーマック・マクラーゲン〈フレディー・ストローマ〉）
  - ハリー・ポッターと謎のプリンス
  - ハリー・ポッターと死の秘宝 PART1
  - ハリー・ポッターと死の秘宝 PART2
- パンドラム（マン〈カン・リー〉）
- ピンクパンサー2（ケンジ・マツド〈松崎悠希〉）
- ファースター 怒りの銃弾（キラー〈オリヴァー・ジャクソン＝コーエン〉）
- ファースト・キル（リーバイ〈ゲシン・アンソニー〉）
- ファイヤーウォール（ヴェル）※ソフト版
- ファンボーイズ（ハッチ〈ダン・フォグラー〉）
- フィフス・ウェイブ（エヴァン･ウォーカー〈アレックス・ロー〉）
- フィフス・エステート/世界から狙われた男（ダニエル・ベルク〈ダニエル・ブリュール〉）
- フライトナイト/恐怖の夜（マーク〈デイヴ・フランコ〉）
- ブラインド -光の射す方へ-（ビッグ・アル〈コナー・ティルマン〉[65]）
- プリティ・ヘレン
- ブレイキング・ドーン Part1/トワイライト・サーガ（サム・ウーレイ〈チャスク・スペンサー〉）
- ブレイクアウト（ジョーナ〈キャム・ギガンデット〉）
- プロジェクト・アルマナック（デヴィッド・ラスキン〈ジョニー・ウェストン〉）
- ベイルート（カリーム・アブ・ラジャル）
- ベン・ハー（ユダ・ベン・ハー〈ジャック・ヒューストン〉）
- ヘンリー・プールはここにいる 〜壁の神様〜
- ホテル・バディーズ ワンちゃん救出大作戦
- マーベル・シネマティック・ユニバース
  - アイアンマン ※劇場公開版
  - インクレディブル・ハルク
  - マイティ・ソー（ファンドラル〈ジョシュア・ダラス〉）
- MUD -マッド-（マッド〈マシュー・マコノヒー〉）
- マッド・ガンズ（フレム〈ニコラス・ホルト〉）
- ミートキュート 〜最高の日を何度でも〜（ギャリー〈ピート・デイヴィッドソン〉）
- ミアの事件簿: 疑惑のアーティスト（レイ〈ニック・サガル〉）
- ミスターGO!（実況）
- M:i:III（ゲートの警備員）※フジテレビ版
- ミリオンダラー・アーム（リンク〈スラージ・シャルマ〉）
- ミリオンダラー・スティーラー（フェルナンド・アラウオ〈ディエゴ・ペレッティ〉）
- ムービー43（ロビン〈ジャスティン・ロング〉、ピート〈ジョニー・ノックスヴィル〉）
- ムーンライト（シャロン〈トレヴァンテ・ローズ / アシュトン・サンダース〉）
- 闇はささやく（ジョージ・クレア〈ジェームズ・ノートン〉）
- UFO -侵略-（マイケル〈ショーン・ブロスナン〉）
- 妖精ファイター（スポーツリポーター）
- Love, サイモン 17歳の告白（ジャック・スピアー〈ジョシュ・デュアメル〉）
- リディバイダー（ウィル・ポーター〈ダン・スティーヴンス〉）
- レイヤー・ケーキ
- レギオン（ジープ・ハンソン〈ルーカス・ブラック〉）
- レッド・スパロー（ネイト・ナッシュ〈ジョエル・エドガートン〉）
- RENDEL レンデル（ロティッカ〈ラミ・ルシネン〉）
- ローマ帝国に挑んだ男 －パウロ－ （ガマリエル〈フランコ・ネロ〉）
- ロスト5（サイラス・ハーディング大尉〈ロックリン・マンロー〉）
- ロスト・フューチャー 10,000デイズ・アフター（ルーカス・ベック〈ジェームズ・ハーヴェイ・ウォード〉）
- ロックアウト（ハイデル〈ジョセフ・ギリガン〉）
- ロンドン・バーニング（リアム・マクドナー〈サム・クラフリン〉）
- ワン・デイ 23年のラブストーリー（カラム〈トム・マイソン〉）

#### ドラマ
- アグリー・ベティ（スズキ・セント・ピエール〈アレック・マパ〉、ジェシー）
- アンフォゲッタブル 完全記憶捜査（ジェイ・リー〈ジェームズ・ヒロユキ・リャオ〉）
- ER緊急救命室
  - シーズン13 #3（ブライアン〈バーデン・ウィリアムズ〉）
  - シーズン15 #5（スコット・ラスキン〈パトリック・ナットソン〉）
- 今、私たちの学校は…（ソン・ジェイク〈イ・キュヒョン〉[66]）
- イルジメ〜一枝梅（ピョン・シフ / ナ・チャドル〈パク・シフ〉）
- ヴァンパイア・ダイアリーズ（ジェレミー・ギルバート〈スティーブン・R・マックイーン〉）
- エクスタント（ハーモン・クライガー〈ブラッド・バイアー〉）
- エクソシスト（トマス・オルテガ神父〈アルフォンソ・ヘレラ〉）
- オルタード・カーボン シーズン2（イヴァン・カレラ大佐〈トーベン・リーブレヒト〉）
- 女刑事マーチェラ（ラブ・サンガ〈レイ・パンサキ〉）
- キッドナップ（アトキンズ）
- キムチ 不朽の名作（キム・ソンジュン〈ハン・ジェソク〉）
- ギルデッド・エイジ -ニューヨーク黄金時代-（トム・レイクス〈トーマス・コッケレル〉）
- 恐竜SFドラマ プライミーバル 第3章（ジャック）
- クリミナル・マインド2 FBI行動分析課 #8（ケネス・ロバーツ）
- 宮 -Love in Palace-（カン・イン）
- ケース・センシティブ 静かなる殺人（エイダン・ハーパー）
- ゲーム・オブ・スローンズ（ラムジー・スノウ〈イワン・リオン〉、ジョジェン・リード〈トーマス・サングスター〉）
- 刑事ジョン・リーバス（ジョン・リーバス〈リチャード・ランキン〉[67]）
- コールドケース7 ザ・ファイナル（ダン・パーマー）
- 荒野のピンカートン探偵社（ウィリアム・ピンカートン〈ジェイコブ・ブレア〉）
- ゴシップガール（ルーファス・ハンフリー〈マシュー・セトル〉）
- ザ・パシフィック
- ザ・ユニット 米軍極秘部隊（ヘクター・ウィリアムズ〈デモア・バーンズ〉）
- CSI:サイバー（イライジャ・ムンド〈ジェームズ・ヴァン・ダー・ビーク〉）
- CSI:ニューヨーク（ヘクストン）
- CSI:ニューヨーク7（ウエス）
- CSI:ニューヨーク9 ザ・ファイナル（アンソニー）
- しあわせの処方箋（スティーヴ・ショー〈アダム・レイナー〉）
- The O.C.（ジョニー・ハーパー）
- SHERLOCK（シャーロック）（ディモック警部）
- シンデレラのお姉さん（ハン・ジョンウ〈オク・テギョン〉）
- 新ビバリーヒルズ青春白書（ラージ）
- S.W.A.T. シーズン1 #18（ザック・カルニック〈ブライアン・R・ノリス〉）
- 戦争と平和（ニコライ・ロストフ〈ジャック・ロウデン〉）
- 孫子兵法
- Dirt
- タイムレス（ニコラス・ケインズ〈マイケル・レイディ〉）
- 太陽を抱く月（陽明君 / ヤンミョングン〈チョン・イル 子役：イ・ミノ〉）
- ダメージ（エイモス）
- チャームド 〜魔女3姉妹〜（JD）
- 12モンキーズ（ジェームズ・コール〈アーロン・スタンフォード〉）
- デイナの恐竜図鑑（アマン・ジェイン）
- トリック 難事件はオレにお任せ（キャメロン・ブラック、ジョナサン・ブラック〈ジャック・カットモア＝スコット〉[68]）
- ナース・ジャッキー
- ノーザン・レスキュー（ジョン・ウェスト〈ウィリアム・ボールドウィン〉）
- ねじれた疑惑（ダニー・デサイ〈アヴァン・ジョーギア〉）
- ハーパーズ・アイランド 惨劇の島（クルストファー・“サリー” サリヴァン〈マット・バー〉）
- HAWAII FIVE-0 シーズン1 #6（ベン・バス〈ジョシュア・ダラス〉）
- ピーキー・ブラインダーズ（ルカ・シャングレッタ〈エイドリアン・ブロディ〉）
- ベートーベン・ウィルス（カン・ゴヌ〈チャン・グンソク〉）
- 碧血剣（崇禎帝〈洪勝海）
- PENNYWORTH/ペニーワース（トーマス・ウェイン〈ベン・オルドリッジ〉[69]）
- 弁護士イーライのふしぎな日常（アダム）
- BONES シーズン1 #7（トロイ〈マーカス・アシュレイ〉）、シーズン4 #9（ライアン・ウォルチャック）
- ホワイトチャペル3 終わりなき殺意
- マードック・ミステリー 〜刑事マードックの捜査ファイル〜 #12（ジョン・タッカー）
- マイノリティ・リポート（アーサー〈ニック・ザーノ〉）
- MAD MEN（グレッグ・ハリス）
- ミス・マープル2 スーピング・マーダー
- 名探偵モンク5 #16
- メントーズ 世界の偉人からのメッセージ
- Uボート ザ・シリーズ 深海の狼（クラウス・ホフマン〈リック・オコン〉[70]）
- ラブ・イズ・ブラインド 〜外見なんて関係ない?!〜（ニック・ラシェイ）
- レジデント 型破りな天才研修医（コンラッド・ホーキンス〈マット・ズークリー〉[71]）
- ロマンスタウン（カン・ゴヌ〈チョン・ギョウン〉）
- 私の心が聞こえる?（チャン・ジュナ / ポン・マル〈ナムグン・ミン〉）
- 私はラブ・リーガル #8（チャーリー・サープ〈ショーン・ウィング〉）

#### アニメ
- カンフー・パンダ ザ・シリーズ（ポー[72]）
- スター・ウォーズ/クローン・ウォーズ（テレビシリーズ）（ジェイフォン隊長、セネイト・コマンドー、BXシリーズ・ドロイド・コマンドー、トド360、シディーク、ミー・ディーチ）
- スター・ウォーズ: バッド・バッチ（トド360）
- スター・ウォーズ レジスタンス（ポー・ダメロン[73]）
- ソーセージ・パーティー（フランク）
- タッドの大冒険〜失われたミダス王の秘宝〜（タデオ・ジョーンズ）
- チャウダー
- トムとジェリー テイルズ
- トムとジェリー ロビン・フッド（ロビン・フッド）
- トランスフォーマー アーススパーク（アレックス・マルト[74]）
- バズ・ライトイヤー（ディアス航空士[75]）
- ビー・ムービー（アダム・フレイマン）
- 冬のソナタ アニメ版（クォン・ヨングク）
- ベン10:エイリアンフォース（ビッグチル、ジェットレイ）
  - ベン10:オムニバース（ルーク・ブロンコ）
- ホワット・イフ...?（ファンドラル）
- マイロ・マーフィーの法則（マイロ・マーフィー）
- モンスターズ・ユニバーシティ（フランク・マッケイ）
- LEGO スター・ウォーズ/恐怖のハロウィーン（ポー・ダメロン）
- LEGO スター・ウォーズ/サマー・バケーション（ポー・ダメロン）
- LEGO スター・ウォーズ/たたかえ!レジスタンス（ポー・ダメロン）
- LEGO スター・ウォーズ:ドロイド・テイルズ（オビ＝ワン・ケノービ）
- LEGO スター・ウォーズ/ホリデー・スペシャル（ポー・ダメロン）
- LEGO スター・ウォーズ:ヨーダ・クロニクル（オビ＝ワン・ケノービ）

#### テレビ番組
- UFC登竜門 ジ・アルティメット・ファイター シーズン9（ロス・ピアソン）

### デジタルコミック
- VOMIC γ -ガンマ-（ホーネットマン）
- モーションコミック「The blossom」（ジン・チョウゲ、2015年[76][77]）
- カタギモドシ（2022年、玄龍会舎弟頭の沖本[78]）

### オーディオブック
- 7つの習慣プライベートコーチ レッスン1主体的にいこう（2015年、朗読）
- 君はどこにでも行ける（2016年、朗読）
- これだけは知っておきたい「資金繰り」の基本と常識（2016年、朗読）
- 道化師の蝶（2016年、朗読）
- 終電の神様（2020年、社長（第二話）・哲生（第三話）・父（第四話）・ショウ／朗読（第五話））

### 映像商品
- ラジオ アイドルマスター シンデレラガールズ『デレラジ』DVD Vol.9（2017年）
- ジョジョの奇妙な冒険 スターダストクルセイダースWalk Like Crusaders イベントDVD（2014年）

### その他コンテンツ
- シャーロック ホームズ年末SP「シャーロックホームズ・アワード」（ナレーション）
- オーディオドラマ『アイドルマスター シンデレラガールズ 1stシーズン「NO MAKE」』（2015年、今西部長）
- 東京ディズニーランド『スター・ツアーズ:ザ・アドベンチャーズ・コンティニュー』（2017年、ポー・ダメロン）
- BS世界のドキュメンタリー（NHK BS1→NHK BS） - ナレーション
  - 「潜入 ベラルーシ -ウクライナの隣の「独裁政権」-」（2022年6月29日）
  - 「イーロン・マスク ツイッター買収の波紋」前編（2024年3月5日）、後編（2024年3月6日）
- BS世界のドキュメンタリー - ボイスオーバー
  - 「プーチンと西側諸国 第1回 ロシアの“裏庭”で」（2023年8月7日、ウォロディミル・ゼレンスキー）

### シリーズ一覧
1. ↑  第1期（2011年 - 2012年）、第2期『W』（2012年 - 2013年）、第3期『WARS』（2013年）
2. ↑  2nd Season前半『スターダストクルセイダース』（2014年）、2nd Season後半『スターダストクルセイダース エジプト編』（2015年）、4th Season『黄金の風』（2019年）
3. ↑  第2期『セカンドシーズン』（2014年）、第4期『Next Summit』（2022年）
4. ↑  第1期（2019年）、第2期（2021年）
5. ↑  第1クール（2020年）、第2クール（2021年）
6. ↑  第1クール（2023年）、第2クール（2024年）
7. ↑  シーズン1（2024年）、シーズン2（2024年）